# 天増寺
天増寺（てんぞうじ）は、群馬県伊勢崎市にある曹洞宗の寺院。

## 歴史
1603年（慶長8年）、稲垣長茂の開基である。長茂は伊勢崎藩の藩主で、稲垣氏の菩提寺として創建された。
稲垣氏は後に各地に転封しているが、菩提寺の変更や移転はせず、歴代の当主は伊勢崎の当寺に葬られている。

## 文化財
- 天増寺宝塔（群馬県指定重要文化財 昭和35年3月23日指定）[2]
- 絹本著色稲垣平右衛門長茂像附同重宗像（伊勢崎市指定重要文化財 平成8年3月29日指定）[3]
- 稲垣平右衛門長茂の墓附累代の墓所（伊勢崎市指定史跡 昭和42年2月15日指定）[4]

## 交通アクセス
- 新伊勢崎駅より徒歩17分。